# 문학사
문학의 역사는 독자/청자/관중에게 유희나 깨우침, 혹은 가르침을 주고자 하는 산문이나 운문 저작의 역사적 발전 과정이자, 이러한 작품 속에서 쓰인 문학 기법의 발달 과정이기도 하다. 모든 글들이 문학으로 여겨지는 것은 아니다. 수표 기입장같은 데이터 모음 등의 몇몇 기록 내용들은 문학으로 여겨지지 않으며, 이 문서는 위에서 정의된 작품들의 변천 과정과 관련된 것만을 다루고 있다.  문학의 역사는 문화사, 예술사에 속한다고 볼 수 있다.

## 고대

### 서양 고전

#### 그리스 문학
고대 그리스 사회는 문학을 상당히 중요시 했다. 많은 작가들은 서양 문예 전통은 전쟁과 평화, 명예와 수치, 사랑과 증오에 대한 현란하고 생생한 묘사를 통하여 고전 문학의 거인으로 자리잡은 서사시 일리아스와 오뒷세이아와 함께 시작되었다고 생각한다. 이후의 주요 그리스 시인 가운데에는 여러모로 서정시를 하나의 장르로써 정의한 사포가 있다.
아이스퀼로스라는 이름의 극작가는 연극에 등장 인물들간의 상호 작용과 대화라는 개념을 도입함으로써 서양 문학을 완전히 변혁하였다. 그렇게 함으로써 그는 본질적으로 "연극"을 창시했다. 아이스퀼로스의 오레스테이아 3부작은 최고의 업적으로 여겨진다. 연극을 다듬은 다른 극작가로는 소포클레스와 에우리피데스가 있다. 소포클레스는 문학 기법으로서의 "아이러니"를 솜씨있게 발전시켰다고 평가받으며, 유명 작품으로는 오에디푸스 렉스가 있다. 반면 에우리피데스는 연극을 통하여 사회 규범과 풍습에 도전하고자 하였고,—이는 이후 2,300년이 넘도록 대다수 서양 문학의 특징이 된다— 그의 작품인 메데이아, 박코스 여신도들과 트로이아 여인들은 예의범절, 성별과 전쟁에 대한 우리들의 고정 관념에 도전한 것으로 여전히 유명하다. 희극 작가 아리스토파네스는 아이스퀼로스가 비극을 예술의 영역으로 형성한 것과 유사하게 희극의 개념을 정의하고 형성하였다. 아리스토파네스의 가장 유명한 연극으로는 뤼시스트라테와 개구리가 있다.
소크라테스식 문답법을 글의 형태로 바꿔 표현한 플라톤의 대화편에서 철학은 문학 영역에 발을 디뎠다. 플라톤의 제자이던 아리스토텔레스는 체계적 원리에 따라 여러 저작을 집필했으나 문학에 대한 아리스토텔레스의 가장 위대한 기여로는 연극에 대한 그의 이해를 제시하고 고로 문학 비평의 첫 기준을 확립한 <시학>을 들 수 있을 것이다.
신약성서는 흔치 않은 문집이다--성 요한 계시록은 대재앙을 문학 장르로써 본질적으로 (비록 최초로는 아니나) 정의했다고 할 수 있다.

## 같이 보기
- 미술의 역사
- 영화의 역사
- 정신사
- 분류:나라별 문학